# Caratê nos Jogos Pan-Americanos de 2015 - Até 68 kg feminino
A categoria até 68 kg feminino foi uma das disputas do caratê nos Jogos Pan-Americanos de 2015 em Toronto. Foi realizada no Centro Esportivo Mississauga, em Mississauga  no dia 25 de julho.

## Calendário
Horário local (UTC-4).
| Data        | Horário | Fase          |
| ----------- | ------- | ------------- |
| 25 de julho | 13:05   | Primeira fase |
| 25 de julho | 20:05   | Semifinal     |
| 25 de julho | 21:01   | Final         |

## Medalhistas
| Ouro   | BRA Natália Brozulatto                     |
| Prata  | MEX Xhunashi Caballero                     |
| Bronze | ECU Priscilla Lazo Nieto VEN Omaira Molina |

## Resultados

### Grupo 1
| Atleta             | Nacionalidade | J | V | E | D | Pontos | Pontos | Pontos |
| Atleta             | Nacionalidade | J | V | E | D | PF     | PC     | Dif    |
| ------------------ | ------------- | - | - | - | - | ------ | ------ | ------ |
| Xhunashi Caballero | MEX México    | 3 | 2 | 1 | 0 | 9      | 6      | +3     |
| Omaira Molina      | VEN Venezuela | 3 | 2 | 1 | 0 | 8      | 4      | +4     |
| Jasmine Landry     | CAN Canadá    | 3 | 1 | 0 | 2 | 3      | 6      | -3     |
| Lorena Salamanca   | CHI Chile     | 3 | 0 | 0 | 3 | 0      | 4      | -4     |

|                        | Resultados |                        |
| ---------------------- | ---------- | ---------------------- |
| VEN Omaira Molina      | 4–4        | MEX Xhunashi Caballero |
| CHI Lorena Salamanca   | 0–1        | CAN Jasmine Landry     |
| VEN Omaira Molina      | 2–0        | CHI Lorena Salamanca   |
| MEX Xhunashi Caballero | 4–2        | CAN Jasmine Landry     |
| VEN Omaira Molina      | 2–0        | CAN Jasmine Landry     |
| MEX Xhunashi Caballero | 1–0        | CHI Lorena Salamanca   |

### Grupo 2
| Atleta               | Nacionalidade            | J | V | E | D | Pontos | Pontos | Pontos |
| Atleta               | Nacionalidade            | J | V | E | D | PF     | PC     | Dif    |
| -------------------- | ------------------------ | - | - | - | - | ------ | ------ | ------ |
| Natália Brozulatto   | BRA Brasil               | 3 | 2 | 1 | 0 | 4      | 2      | +2     |
| Priscilla Lazo Nieto | Predefinição:FlagPODEPA  | 3 | 2 | 0 | 1 | 6      | 3      | +3     |
| Carmen Harrigan      | DOM República Dominicana | 3 | 1 | 1 | 1 | 7      | 6      | +1     |
| Eimi Kurita          | USA Estados Unidos       | 3 | 0 | 0 | 3 | 3      | 9      | -6     |

|                          | Resultados |                          |
| ------------------------ | ---------- | ------------------------ |
| DOM Carmen Harrigan      | 0–3        | ECU Priscilla Lazo Nieto |
| BRA Natália Brozulatto   | 1–0        | USA Eimi Kurita          |
| DOM Carmen Harrigan      | 2–2        | BRA Natália Brozulatto   |
| ECU Priscilla Lazo Nieto | 3–2        | USA Eimi Kurita          |
| DOM Carmen Harrigan      | 5–1        | USA Eimi Kurita          |
| ECU Priscilla Lazo Nieto | 0–1        | BRA Natália Brozulatto   |

### Final
|  | Semifinal                | Semifinal              |   |  | Final                  | Final |  |
|  |                          |                        |   |  |                        |       |  |
|  |                          |                        |   |  |                        |       |  |
|  | MEX Xhunashi Caballero   | 4                      |   |  |                        |       |  |
|  | ECU Priscilla Lazo Nieto | 1                      |   |  |                        |       |  |
|  |                          |                        |   |  |                        |       |  |
|  |                          |                        |   |  |                        |       |  |
|  |                          |                        |   |  | MEX Xhunashi Caballero | 0     |  |
|  |                          | BRA Natália Brozulatto | 2 |  |                        |       |  |
|  |                          |                        |   |  |                        |       |  |
|  |                          |                        |   |  |                        |       |  |
|  |                          |                        |   |  |                        |       |  |
|  |                          |                        |   |  |                        |       |  |
|  | VEN Omaira Molina        | 1                      |   |  |                        |       |  |
|  | BRA Natália Brozulatto   | 3                      |   |  |                        |       |  |